# Organização para a Democracia e o Desenvolvimento Econômico

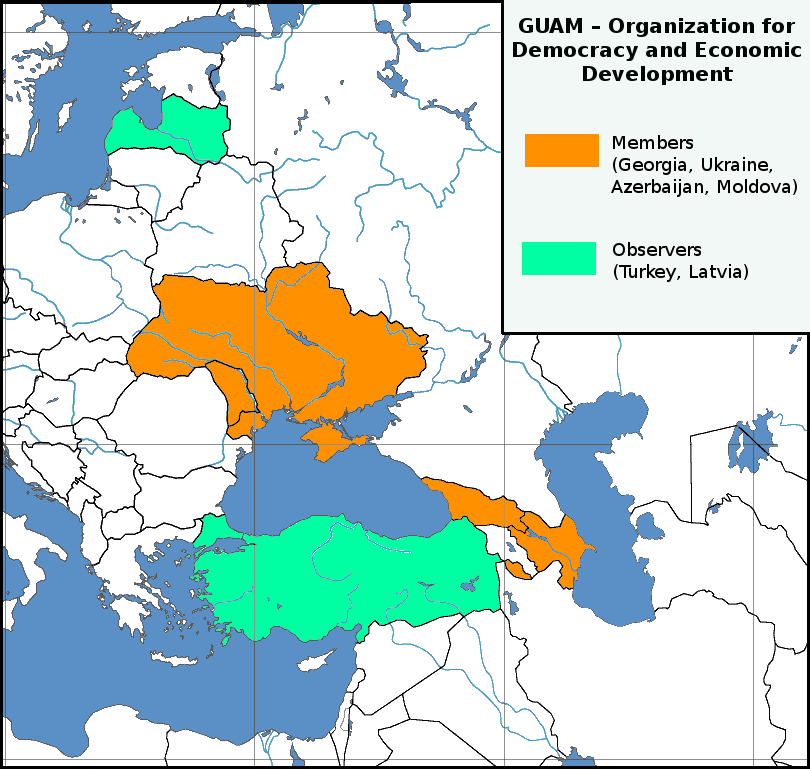
Mapa destacando os membros na cor laranja e os observadores em verde-água

GUAM - Organização para a Democracia e o Desenvolvimento Econômico (em cirílico: ГУАМ) é uma organização regional constituída por quatro países da Comunidade de Estados Independentes (CEI): Geórgia, Ucrânia, Azerbaijão e Moldávia. Ela foi criada para restringir a influência da Federação Russa no antigo espaço soviético, tendo granjeado o apoio dos Estados Unidos da América.
A cooperação entre a Geórgia, a Ucrânia, o Azerbaijão e a Moldávia iniciou-se através de um fórum consultivo, estabelecido em 10 de outubro de 1997, na cidade de Estrasburgo, tendo sido denominado GUAM, devido às letras iniciais de cada um dos países. No entanto, entre abril de 1999 e maio de 2005, período no qual o Usbequistão fez parte desta associação, a denominação da entidade mudou temporariamente para GUUAM.